# 전주미산초등학교
전주미산초등학교는 대한민국 전북특별자치도 전주시 덕진구 전미동2가에 있는 공립 초등학교이다.

## 학교 연혁
- 1946년 5월 13일 완주군 초포국민학교 미산분교로 설립
- 1949년 11월 26일 미산국민학교 설치인가
- 1957년 11월 6일 전주시로 편입
- 1984년 3월 24일 병설유치원 개원
- 1996년 3월 1일 전주미산초등학교로 개명
- 2023년 9월 1일 오부례 교장 부임
- 2024년 1월 3일 제72회 졸업(졸업생 총 3893명)
- 2024년 3월 4일 초등학교 6학급, 특수학급 1학급, 유치원 1학급 편성

## 참고 자료
- 전주미산초등학교 - 한국교육학술정보원 학교알리미